# 第1期名人戦 (将棋)
第1期名人戦（だい1きめいじんせん）は、1937年度、1938年度の名人戦である。

## 概要
将棋界における名人は、初代大橋宗桂以来300年以上にわたって終生名人制であったが、1935年に関根金次郎名人（十三世名人）の英断によって「実力による短期名人制度」へと改革されることとなった。この案の立案者は当時の日本将棋連盟の顧問を務めていた中島富治であり、関根名人との間で密かに話し合いを進めていた。
第1期の名人選定方法は以下のように定められた。
1. 約2年間、全八段の先後二局ずつの名人決定特別リーグ戦を実施し、その平均得点に55/100を掛けた値を名人決定特別リーグ戦の得点とする。
2. 前項の期間における、名人決定特別リーグ戦以外の対八、七段戦の平均得点に45/100を掛けた値を普通戦の得点とする。
3. 名人決定特別リーグ戦と普通戦の合計得点で成績順位を定め、第1位と第2位の棋士を名人候補とし、先後6回の決勝対局を行い、優勝者を名人に推薦する。
第1位と第2位の差が8点を超える場合、決勝対局を行うことなく第1位の棋士を名人に推薦する。
決勝6回の対局において同率となった場合、第1位の棋士を名人に推薦する。
4. 前項の得点が40点に達していない棋士、または不可抗力によって名人決定特別リーグ戦を完了しなかった棋士は、次回の名人決定特別リーグ戦に参加できない。得点が30点に達していない棋士は、連盟において適当と認める時期まで、名人決定特別リーグ戦に参加できない。

名人決定特別リーグ戦は、1935年6月16日の花田長太郎八段と金子金五郎八段の対局を皮切りに開始された。当初の参加棋士は土居市太郎八段、大崎熊雄八段、金易二郎八段、木見金治郎八段、花田長太郎八段、木村義雄八段、金子金五郎八段の7人であった。
1935年11月に神田辰之助七段の昇進問題によって、当時の日本将棋連盟が分裂する騒動が起きた。関根金次郎名人と小菅剣之助八段の尽力により、1936年6月に将棋大成会として再統一された。
神田事件の影響で延期となっていた名人決定特別リーグは、当初の参加棋士に神田辰之助八段と萩原淳八段を加えた総勢9人で再開された。
僅少の差で名人位を争っていた木村義雄八段と花田長太郎八段は、名人決定特別リーグ戦の最終局で決されることとなった。最終局で木村が敗れると平均得点の差が8点以下となり、六番勝負による決勝対局が開催される予定であった。1937年11月の対局では、千日手の無勝負となり、同年12月5日、6日に指し直し局が行われた。結果は木村が勝利し、得点差が8.1点と開いたため、制度に基づき第1期名人位は木村が獲得することとなった。

## 第1期名人戦成績
名人位を獲得した木村義雄八段は名人決定特別リーグ戦で13勝2敗、普通戦で27勝7敗の成績を収めた。第2位の花田長太郎八段は名人決定特別リーグ戦で13勝2敗と木村と同星だが、普通戦では12勝8敗と差をつけられた結果となった。
| 順位 | 棋士            | 名人決定特別リーグ戦 | 名人決定特別リーグ戦 | 名人決定特別リーグ戦 | 名人決定特別リーグ戦 | 名人決定特別リーグ戦 | 普通戦 | 普通戦 | 普通戦 | 普通戦 | 普通戦 | 普通戦 | 合計得点 | 備考       |
| 順位 | 棋士            | 勝                   | 負                   | 素点                 | 平均                 | 得点                 | 勝     | 負     | 持     | 素点   | 平均   | 得点   | 合計得点 | 備考       |
| ---- | --------------- | -------------------- | -------------------- | -------------------- | -------------------- | -------------------- | ------ | ------ | ------ | ------ | ------ | ------ | -------- | ---------- |
| 1    | 木村義雄 八段   | 13                   | 2                    | 1600                 | 106.7                | 58.7                 | 27     | 7      | 0      | 3400   | 100.0  | 45.0   | 103.7    | 名人位獲得 |
| 2    | 花田長太郎 八段 | 13                   | 2                    | 1600                 | 106.7                | 58.7                 | 12     | 8      | 0      | 1640   | 82.0   | 36.9   | 95.6     |            |
| 3    | 土居市太郎 八段 | 8                    | 7                    | 1100                 | 73.3                 | 40.3                 | 13     | 8      | 0      | 1680   | 80.0   | 36.0   | 76.3     |            |
| 4    | 神田辰之助 八段 | 7                    | 8                    | 1100                 | 73.3                 | 40.3                 | 7      | 8      | 0      | 980    | 65.3   | 29.3   | 69.6     |            |
| 5    | 金子金五郎 八段 | 7                    | 8                    | 1000                 | 66.7                 | 36.7                 | 9      | 11     | 0      | 1300   | 65.0   | 29.3   | 66.0     |            |
| 6    | 萩原淳 八段     | 7                    | 8                    | 1000                 | 66.7                 | 36.7                 | 7      | 15     | 1      | 1230   | 53.5   | 24.1   | 60.8     |            |
| 7    | 金易二郎 八段   | 5                    | 10                   | 800                  | 53.3                 | 29.3                 | 6      | 12     | 1      | 1050   | 55.3   | 24.7   | 54.0     |            |
| 8    | 木見金治郎 八段 | 3                    | 12                   | 600                  | 40.0                 | 22.0                 | 0      | 7      | 2      | 240    | 26.7   | 12.8   | 34.8     |            |
| 9    | 大崎熊雄 八段   | 0                    | 8                    | 160                  | 20.0                 | 11.0                 | 0      | 4      | 0      | 80     | 20.0   | 9.0    | 20.0     |            |

### 名人決定特別リーグ戦
名人決定特別リーグ戦は全八段が先後2局ずつのリーグ戦を行い、勝つと120点、負けると20点が素点となる。

#### 第一期
| 棋士            | 勝 | 負 | 木村 | 花田 | 土居 | 神田 | 金子 | 萩原 | 金 | 木見 | 大崎 |
| --------------- | -- | -- | ---- | ---- | ---- | ---- | ---- | ---- | -- | ---- | ---- |
| 木村義雄 八段   | 6  | 2  | －   | ●    | ○    | ○    | ○    | ●    | ○  | ○    | ○    |
| 花田長太郎 八段 | 7  | 1  | ○    | －   | ○    | ○    | ○    | ●    | ○  | ○    | □    |
| 土居市太郎 八段 | 4  | 4  | ●    | ●    | －   | ●    | ●    | ○    | ○  | ○    | □    |
| 神田辰之助 八段 | 6  | 2  | ●    | ●    | ○    | －   | ○    | ○    | ○  | ○    | □    |
| 金子金五郎 八段 | 3  | 5  | ●    | ●    | ○    | ●    | －   | ○    | ●  | ●    | □    |
| 萩原淳 八段     | 4  | 4  | ○    | ○    | ●    | ●    | ●    | －   | ●  | ○    | □    |
| 金易二郎 八段   | 4  | 4  | ●    | ●    | ●    | ●    | ○    | ○    | － | ○    | □    |
| 木見金治郎 八段 | 2  | 6  | ●    | ●    | ●    | ●    | ○    | ●    | ●  | －   | ○    |
| 大崎熊雄 八段   | 0  | 8  | ●    | ■    | ■    | ■    | ■    | ■    | ■  | ●    | －   |

#### 第二期
| 棋士            | 勝 | 負 | 木村 | 花田 | 土居 | 神田 | 金子 | 萩原 | 金 | 木見 | 大崎 |
| --------------- | -- | -- | ---- | ---- | ---- | ---- | ---- | ---- | -- | ---- | ---- |
| 木村義雄 八段   | 7  | 0  | －   | ○    | ○    | ○    | ○    | ○    | ○  | ○    | －   |
| 花田長太郎 八段 | 6  | 1  | ●    | －   | ○    | ○    | ○    | ○    | ○  | ○    | －   |
| 土居市太郎 八段 | 4  | 3  | ●    | ●    | －   | ○    | ●    | ○    | ○  | ○    | －   |
| 神田辰之助 八段 | 2  | 5  | ●    | ●    | ●    | －   | ●    | ○    | ○  | ●    | －   |
| 金子金五郎 八段 | 4  | 3  | ●    | ●    | ○    | ○    | －   | ●    | ○  | ○    | －   |
| 萩原淳 八段     | 3  | 4  | ●    | ●    | ●    | ●    | ○    | －   | ○  | ○    | －   |
| 金易二郎 八段   | 1  | 6  | ●    | ●    | ●    | ●    | ●    | ●    | － | ○    | －   |
| 木見金治郎 八段 | 1  | 6  | ●    | ●    | ●    | ○    | ●    | ●    | ●  | －   | －   |
| 大崎熊雄 八段   | 0  | 0  | －   | －   | －   | －   | －   | －   | － | －   | －   |

### 普通戦
普通戦は、平手の場合は名人決定特別リーグ戦と同様の素点である。香落戦は上手が勝つと140点、下手が勝つと100点。上手が負けると40点、下手が負けると0点となる。持将棋の場合指し直しは行わず、平手同段の場合が70点、一段差の場合は上手60点、下手80点の素点が加算される。